# The Firefly of Tough Luck
The Firefly of Tough Luck er en amerikansk stumfilm fra 1917 af E. Mason Hopper.

## Medvirkende
- Alma Rubens som Firefly
- Charles Gunn som Danny Ward
- Walt Whitman som Baxter
- Darrell Foss som Bert Wilcox
- Jack Curtis som Happy Jack Clarke